# Johannes Bernardus van Loghem
Johannes Bernardus (Han) van Loghem (Haarlem, 19 oktober 1881 - aldaar, 26 februari 1940) was een Nederlands architect. Hij was een socialist, wat onder meer tot uiting kwam in zijn ontwerpen van tuindorpen, zo werkte hij bijvoorbeeld mee aan Betondorp. Van Loghem ontwikkelde zich gaandeweg zijn carrière tot een vurig pleitbezorger van het Nieuwe Bouwen en zou dat tot aan zijn dood in 1940 blijven.

## Jeugd
Van Loghem werd geboren in Haarlem in een gegoede familie, zijn vader was een rijke bloembollenkweker. Van Loghem werd vrij opgevoed zonder geloof of dogma's. Na in Haarlem de hbs te hebben doorlopen studeerde hij voor civiel ingenieur aan de Polytechnische School te Delft, nu de Technische Universiteit Delft. Hij had onder meer college van Henri Evers en J.F. Klinkhamer. Van Loghem was lid van het Delfts Studentencorps en was wedstrijdroeier bij roeivereniging Laga.

## Architectenbureau
Van Loghem studeerde in 1909 af in bouwkunde. Na zijn afstuderen vestigde hij zich als architect in Haarlem. In 1911 trouwde hij met kunstenares Bertha Neumeier, ze kregen vier kinderen. Neumeier was een van de stichters van de Haarlemse Montessorischool en was geen onverdienstelijk kunstenaar: ze won in 1925 en in 1937 met haar kunstwerken een medaille op de wereldtentoonstelling in Parijs. In 1912 betrok het echtpaar Van Loghem de door Han van Loghem zelf ontworpen villa 'De Steenhaag' in Heemstede.
Van Loghem kreeg al snel veel opdrachten, waaronder veel utiliteitsbouw, de Kennemer Electriciteit-Maatschappij (KEM) was een van zijn belangrijkere opdrachtgevers. Voor de KEM en haar opvolger het Provinciaal Elektriciteitsbedrijf van Noord-Holland (PEN) ontwierp hij tussen 1914 en 1919 tachtig transformatorhuisjes in Noord-Holland. Voor deze gebouwtjes gebruikte hij niet één vast model, maar tekende hij telkens een aan de omgeving aangepast ontwerp. Een deel van Van Loghems werk uit zijn beginperiode is duidelijk beïnvloed door de architect H.P. Berlage, wat ook te zien is aan de transformatorhuisjes. Aardig detail is dat de transformatorhuisjes van Van Loghem alle opgesierd worden door twee tegels van respectievelijk een hond en een haan, waarbij niet geheel duidelijk is of deze een symbolische betekenis hebben ze zo ja, welke. Naast utiliteitsbouw ontwierp Van Loghem ook grotere woonhuizen, zoals villa's en stadswoningen. Hij deed dit voornamelijk in Heemstede en Haarlem, zoals de landhuizen 'De Meerle' (1911), 'Singapore' (1912-1914), 'Eigen Haard' (1917-1918), 'De Steenhaag' en 'De Waterlelie'. De vader van Van Loghem liet ook een woning door zijn zoon ontwerpen: villa 'De Zwanenhof' (1909) in Haarlem.
In zijn beginperiode was Van Loghem nog niet stijlvast, wel zette hij zich af tegen de 19de-eeuwse neostijlen waarmee hij was opgevoed en waarin hij was opgeleid. Van Loghem koos voor modern en strak. Naast 'modern en strak' liet hij zich inspireren door oude Hollandse tradities, zoals de boerderijbouw, 17de- en 18de-eeuwse patriciërs- en buitenhuizen en de Engelse landhuisbouw. Met het ontwerp voor een bijgebouw voor een bank in Hoofddorp in 1917 lijkt Van Loghem een nieuwe weg in te slaan: de blokvormig geconcipieerde architectuur zal vanaf nu een steeds belangrijkere plaats innemen in zijn werk.

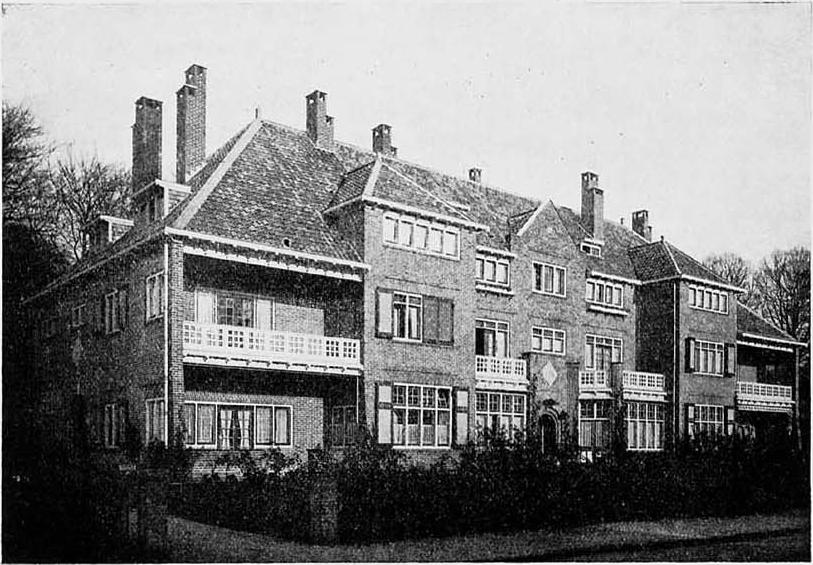
Driedubbele woning in het Haarlemmerhoutpark, Haarlem. 1910-1911
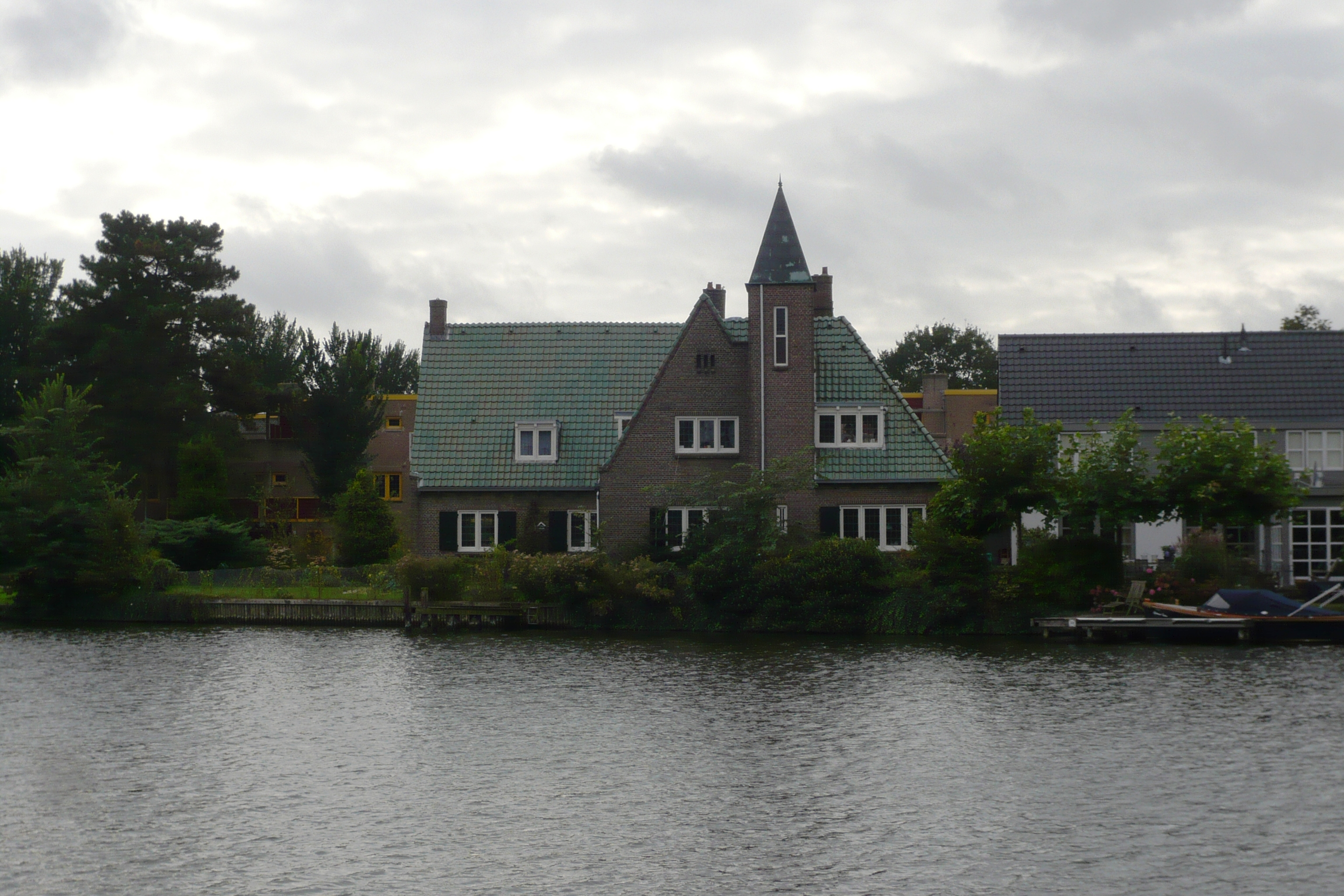
De Steenhaag, vanaf het Spaarne.

## Sociale woningbouw
Van Loghem werkte vanaf 1917 ook aan sociale woningbouwprojecten, waarin hij zich liet inspireren door de tuinstadbeweging. Voorbeelden hiervan zijn de ontwerpen voor woningbouwvereniging 'Huis ter Cleeff', woningbouwvereniging 'Rosehaghe' en Tuinwijk-Zuid als ook Tuinwijk-Noord in Haarlem. Deze wijken zijn ruim van opzet en met veel groen, precies zoals de tuinstadbeweging dat nastreefde omdat arbeiders recht hadden op licht en lucht. Opvallend aan de tuinsteden in Haarlem zijn de strakke, kubistische vormgeving. Die typische strakke belijning is vaker terug te zien ontwerpen van Van Loghem in Haarlem en omgeving. De panden zijn daardoor eenvoudig te dateren als zijnde uit de jaren 20-30.

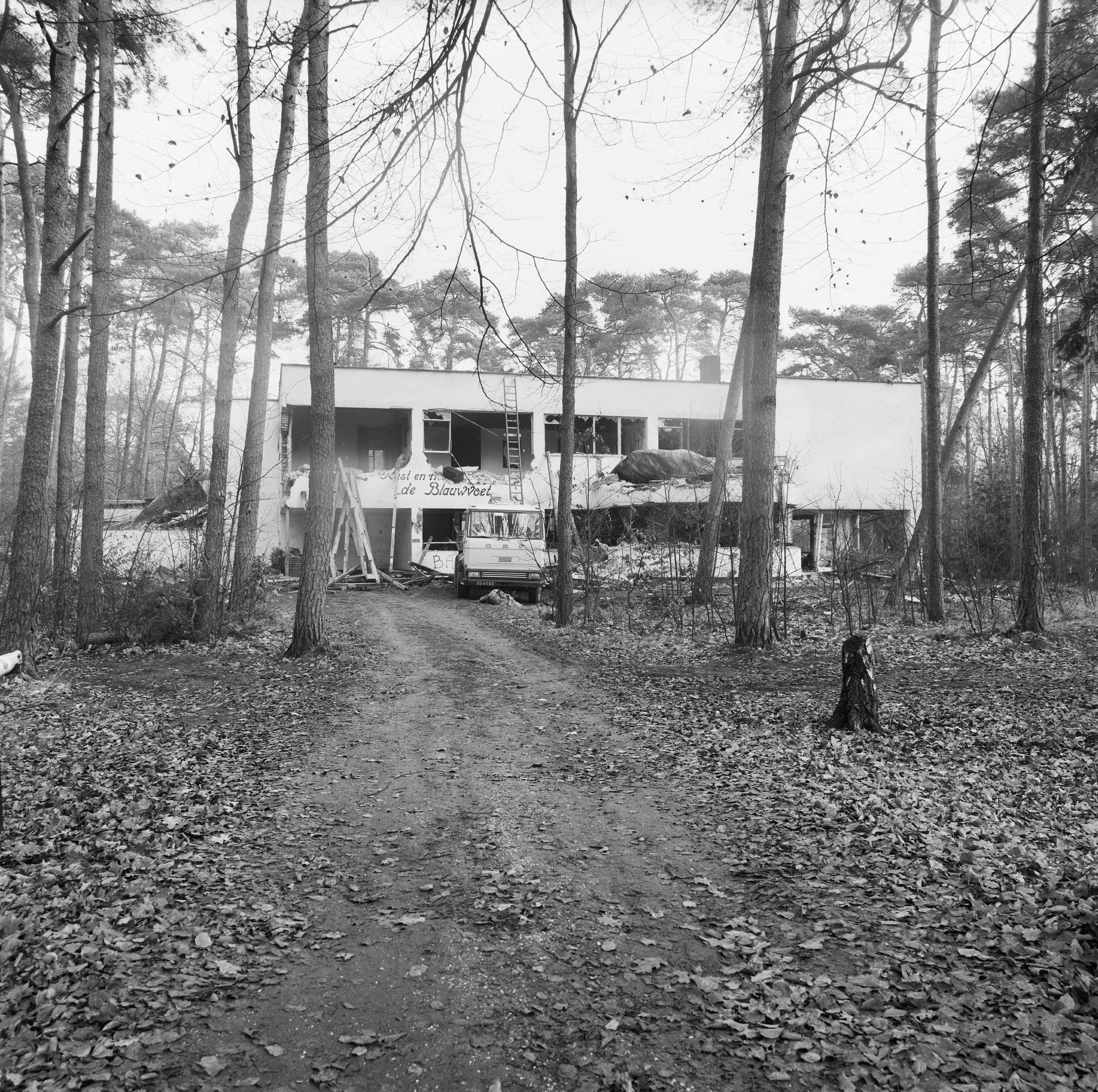
Sloop in 1979 van het nieuw-zakelijke rusthuis De Blauwvoet (1930) in Driebergen.

Van Loghem was socialist en volgens hem was er een sterke samenhang tussen architectuur en politiek, om die reden sloot hij zich aan bij de Bond van revolutionair socialistische intellectuelen, net als bijvoorbeeld Van Doesburg en Berlage, een overtuiging die in de periode van de tuindorpen zeer sterk naar voren kwam. Een tuindorp was voor Van Loghem een socialistisch ideaal, etagewoningen - zo vond Van Loghem - waren een kapitalistische en mensonwaardige oplossing en alleen bedoeld om arbeiders op te bergen. Van Loghem hoopte dat zijn architectuur een bijdrage kon leveren aan de verbetering van de leefomstandigheden van de minder bedeelden. Hij sloot zich in 1919 aan bij de Bond van Revolutionair-Socialistische Intellectueelen. In de geest van het socialisme maakte Van Loghem van zijn bureau een collectief; volgens Van Loghem waren architect, ingenieur, tekenaar, opzichter en vakarbeider allen gelijk en probeerden zij niets meer dan gezamenlijk een bouwwerk tot stand te brengen. Van Loghem vond dat de architect niet de baas was van een project, dat idee noemde Van Loghem 'een belachelijkheid, een uiting van burgerlijke zielen, die zich vastklampen aan het verleden en het komende met den kop in het zand afwachten'. Dit zei Van Loghem in het Bouwkundig Weekblad nr. 42 uit 1921.

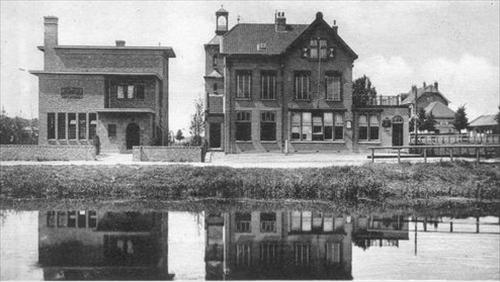
Links een bankgebouw van Van Loghem in Hoofddorp, 1917
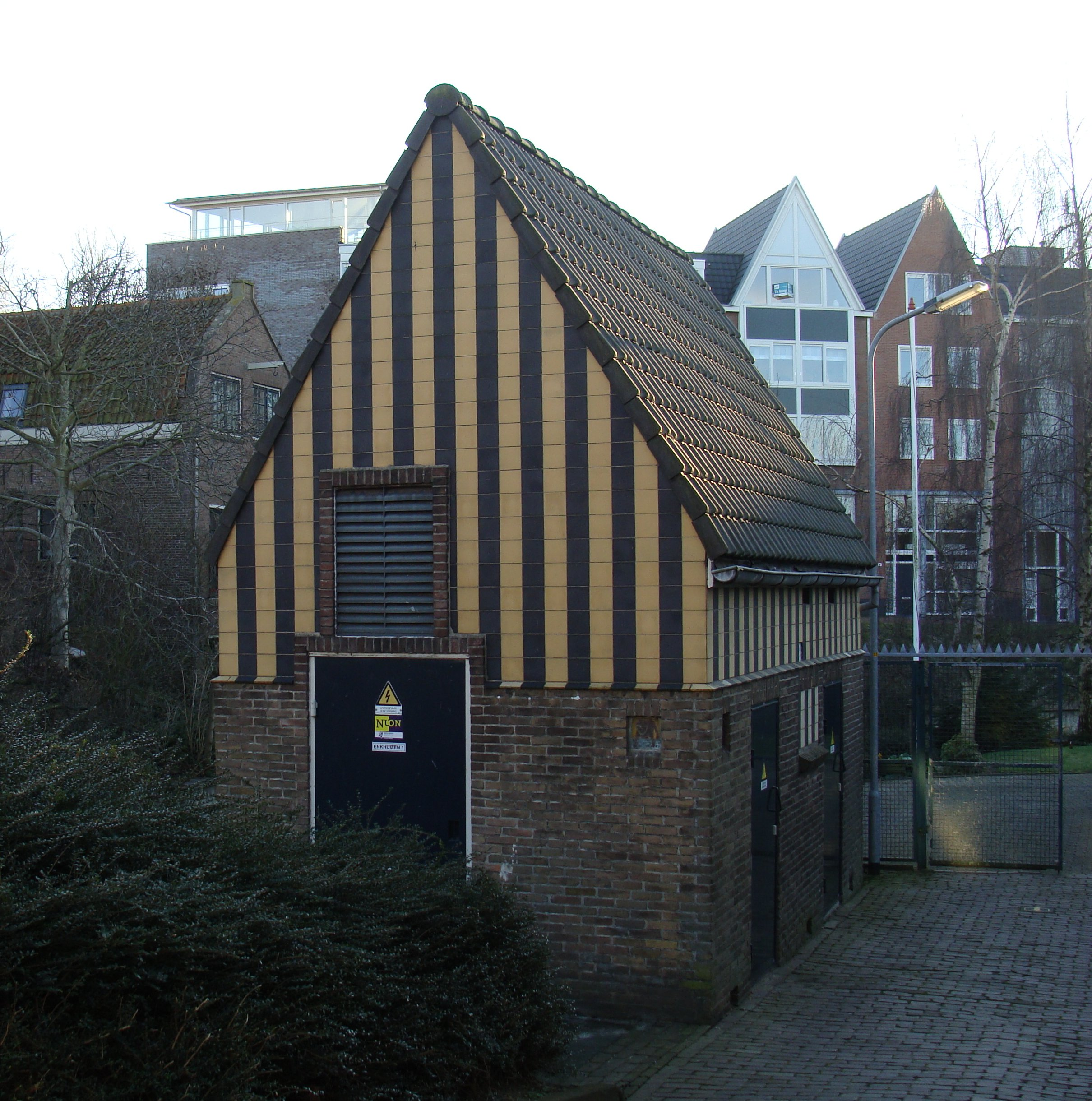
Transformatorhuisje in Enkhuizen, ca. 1918
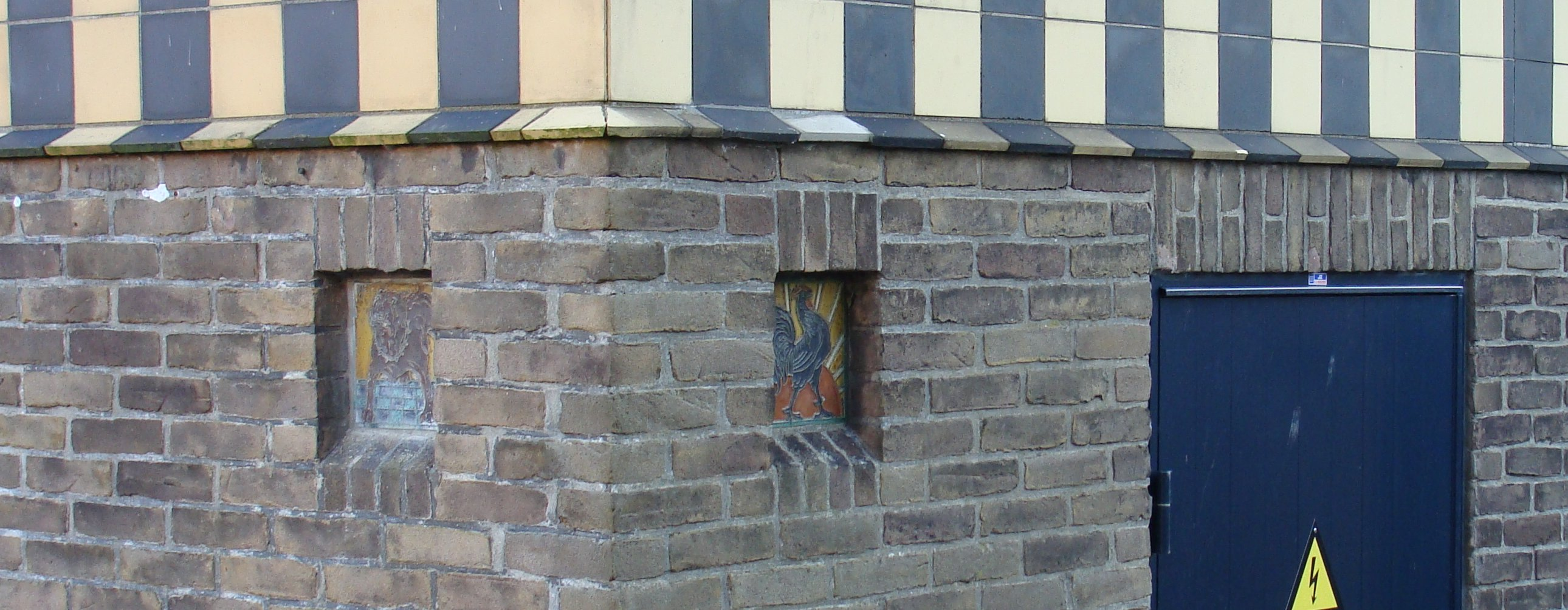
Detail met tegels van Haan en Hond

## Betondorp
In opzet en vormgeving kwam in de Haarlemse projecten de vernieuwing al op grote schaal tot uitdrukking, maar omdat hij nog steeds vrij traditionele materialen gebruikt, kunnen deze wijken toch nog niet los gezien worden van zijn vroege huizen. Dit verandert begin jaren '20. Een van de bekendste woningbouwprojecten waaraan Van Loghem van 1922 tot 1923 meewerkte, was het betonnen tuindorp Watergraafsmeer in Amsterdam, het zogeheten Betondorp - bekend uit De Avonden van G.K. van het Reve. Betondorp was een door gemeente Amsterdam opgezet experiment met systeembouw. Dit project was Van Loghem op het lijf geschreven omdat het niet alleen sociale woningbouw betrof maar hij ook kon experimenteren met nieuwe constructies en materialen. Dit project en het project woonhuis 't Fort' in Haarlem zijn Van Loghems eerste duidelijke stappen richting een eigen stijl die strak en zakelijk was. Van Loghem maakt bij dit project voor het eerst kennis met een architectuur die op een compleet andere manier wordt gerealiseerd en er daardoor volledig anders uitziet. Mede onder invloed van de Russische revolutie ontwikkelen zich in deze jaren zijn maatschappelijke idealen. Hij wordt een sterk sociaal geëngageerd architect, hetgeen zich uit in een linkse politieke stellingname. Omdat de verenigingsbouw in de jaren twintig wordt afgeremd door de afnemende financiële steun van het Rijk, komt Van Loghem zonder veel werk te zitten. Hij geeft gehoor aan zijn radicale overtuiging en trekt in 1926 naar Rusland, waar hij als architect gaat werken in Siberië

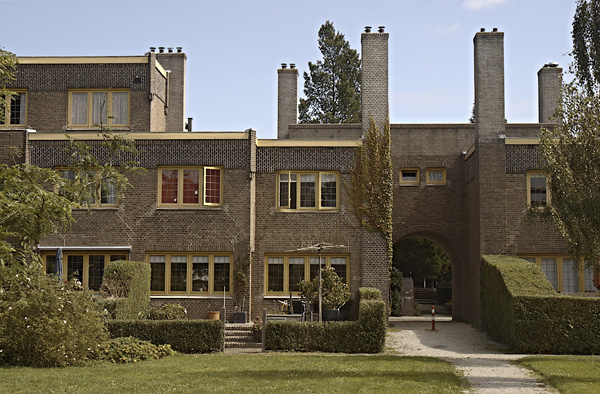
Tuinwijk Haarlem, ca. 1920-1922
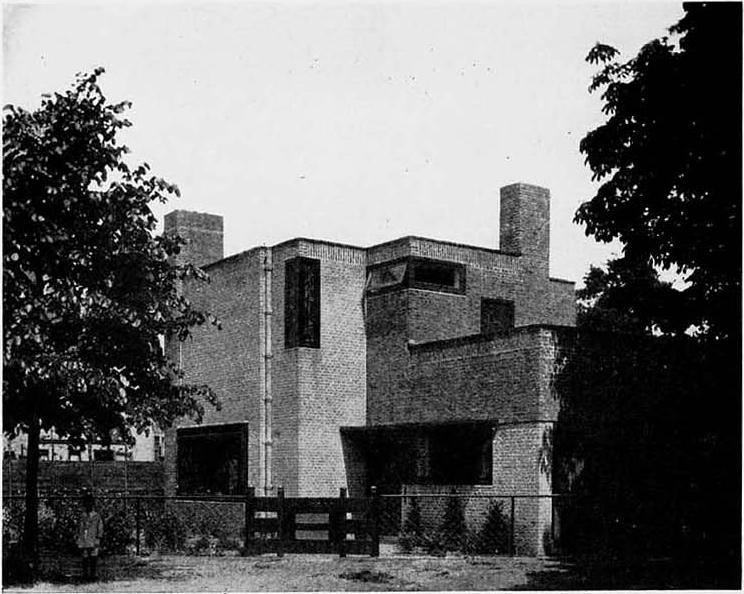
Stadswoonhuis 't Fort, Frederik van Eedenlaan, Haarlem. 1922-1923
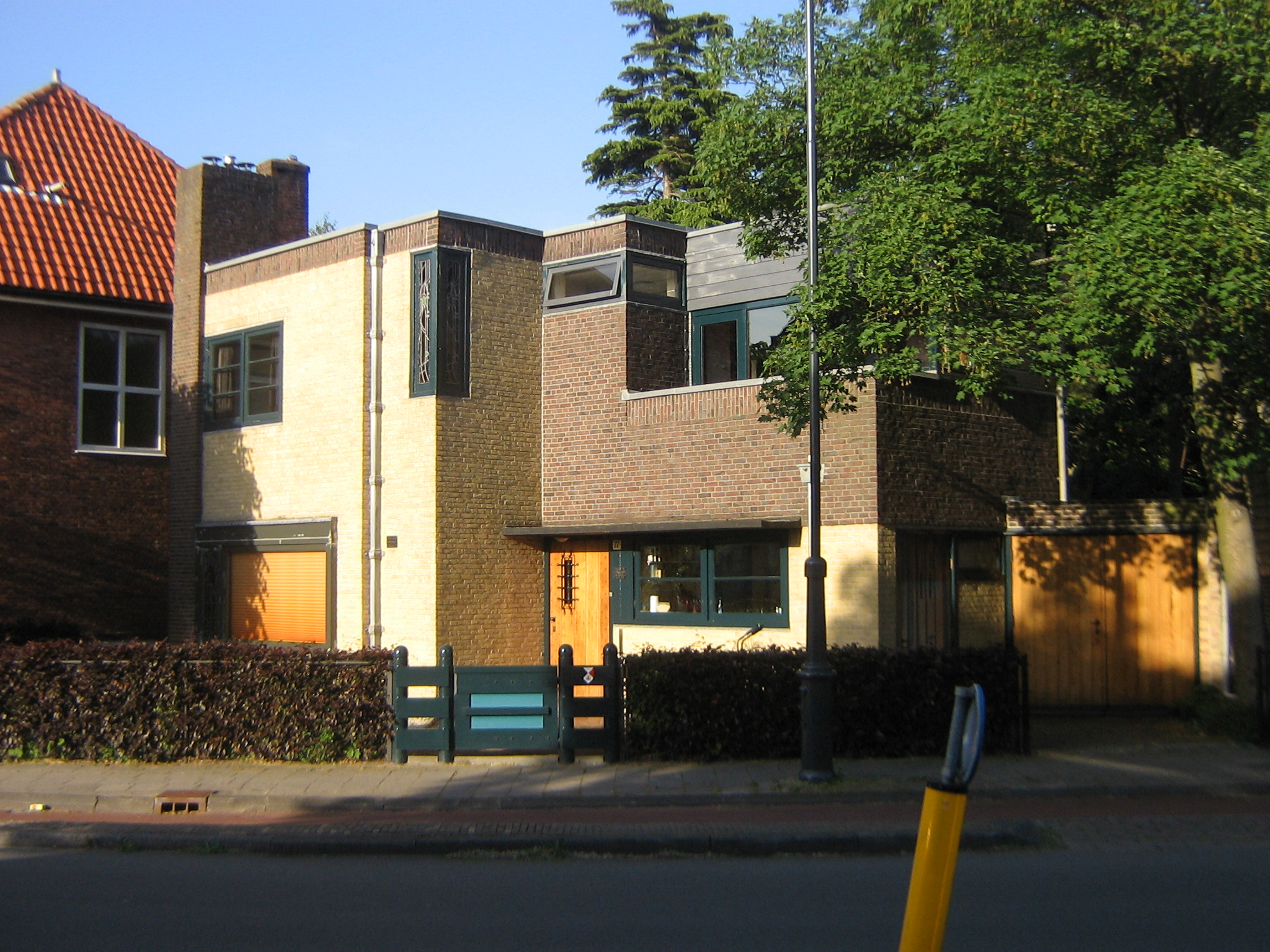
Stadswoonhuis 't Fort, Frederik van Eedenlaan, Haarlem. 1922-1923
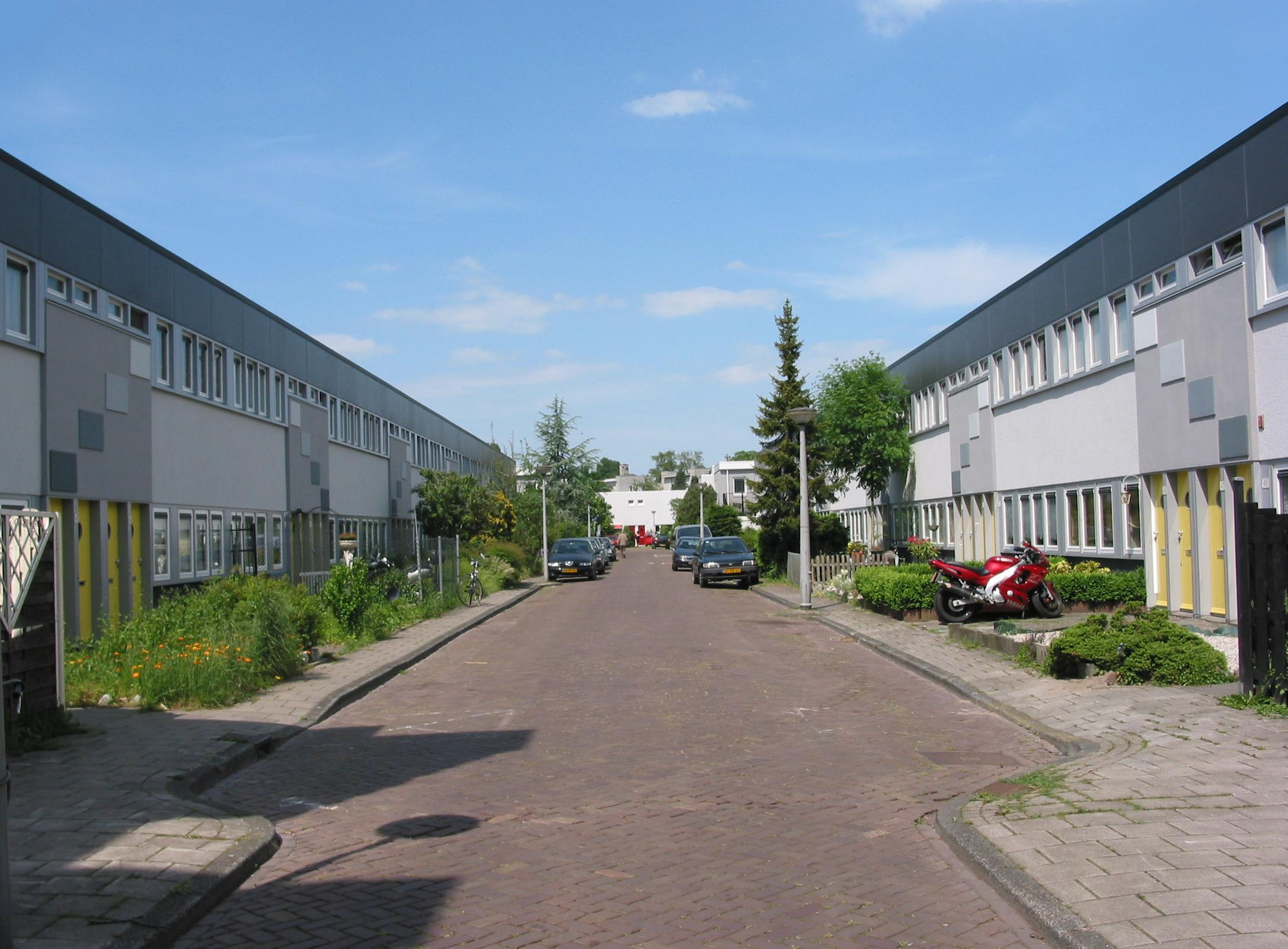
Woonhuizen, Schovenstraat, Betondorp, Amsterdam, 1924 (gerenoveerd 1987)
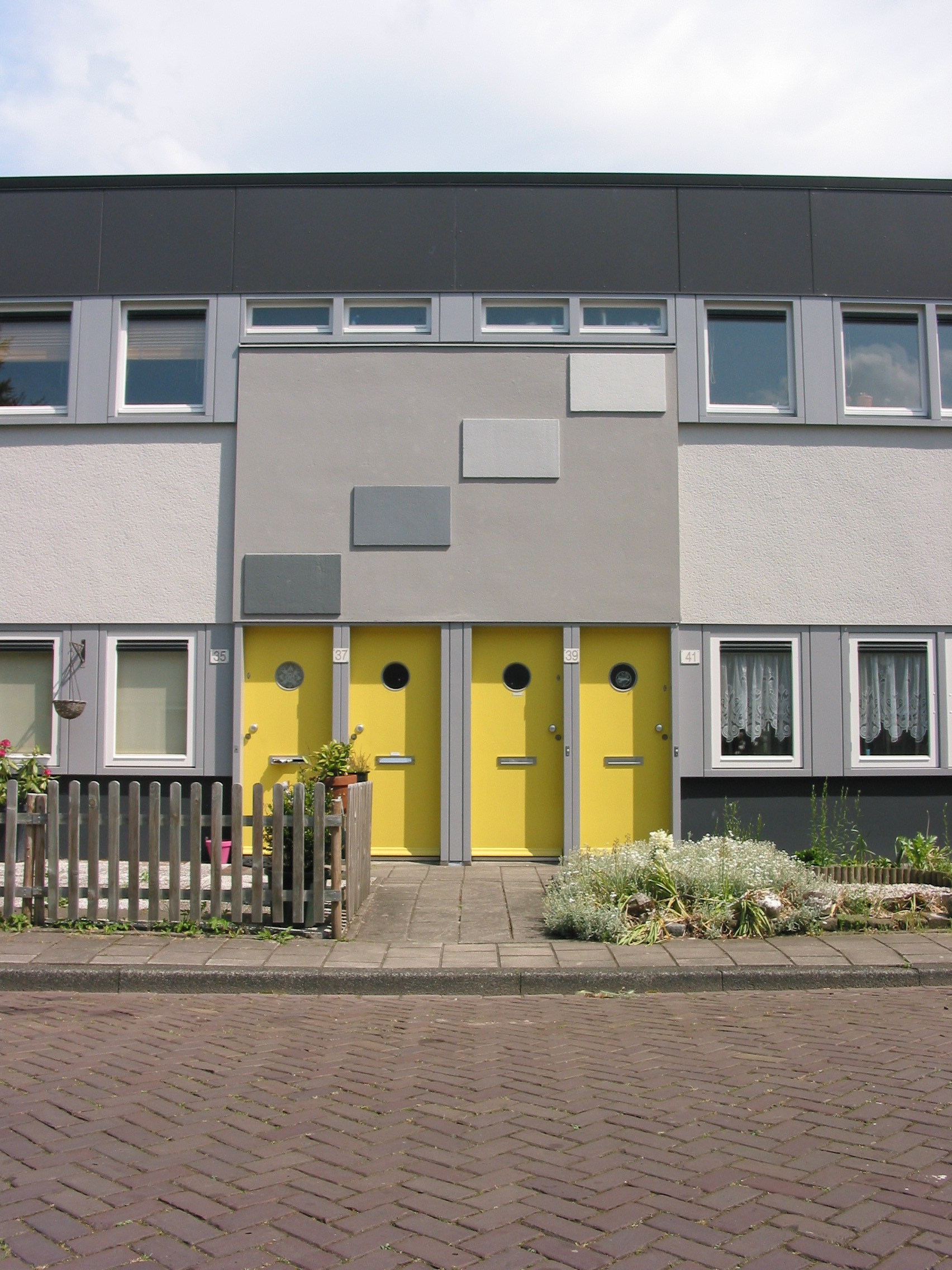
Detail Schovenstraat, Betondorp, Amsterdam, 1924 (gerenoveerd 1987)
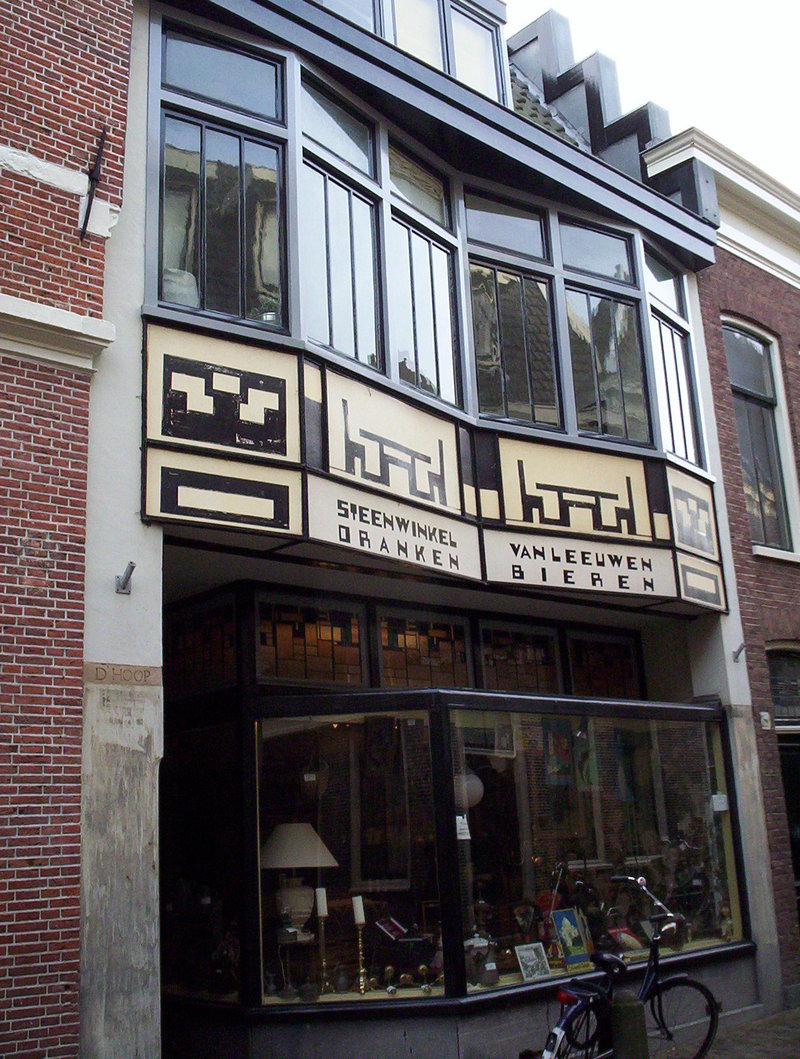
Woon/winkelpand (voorheen meubelwerkplaats), Ridderstraat 20 Haarlem, 1924

## Naar Siberië
Van 1926 tot 1928 was Van Loghem werkzaam in Siberië bij de stedenbouwkundige ontwikkeling van een industrieel gebied in midden Siberië, met als centrum de mijnstad Kemerovo. Op uitnodiging van de Nederlandse ingenieur Sebald Rutgers, die daar voor het communistische bewind de mijnbouw organiseerde, ontwierp Van Loghem een woonwijk voor het mijnpersoneel.
Aanvankelijk stond hem een tweede Betondorp voor ogen, maar daarvoor ontbraken ter plaatse de materialen. Baksteen van rivierklei was volop aanwezig, en Van Loghem greep terug op de stijl van de Amsterdamse School. Behalve woningen bouwde hij een school, een winkel en andere voorzieningen. Van het stadje is een deel afgebroken, maar wat over is wordt zoveel mogelijk gerestaureerd, waarbij Nederland betrokken is.

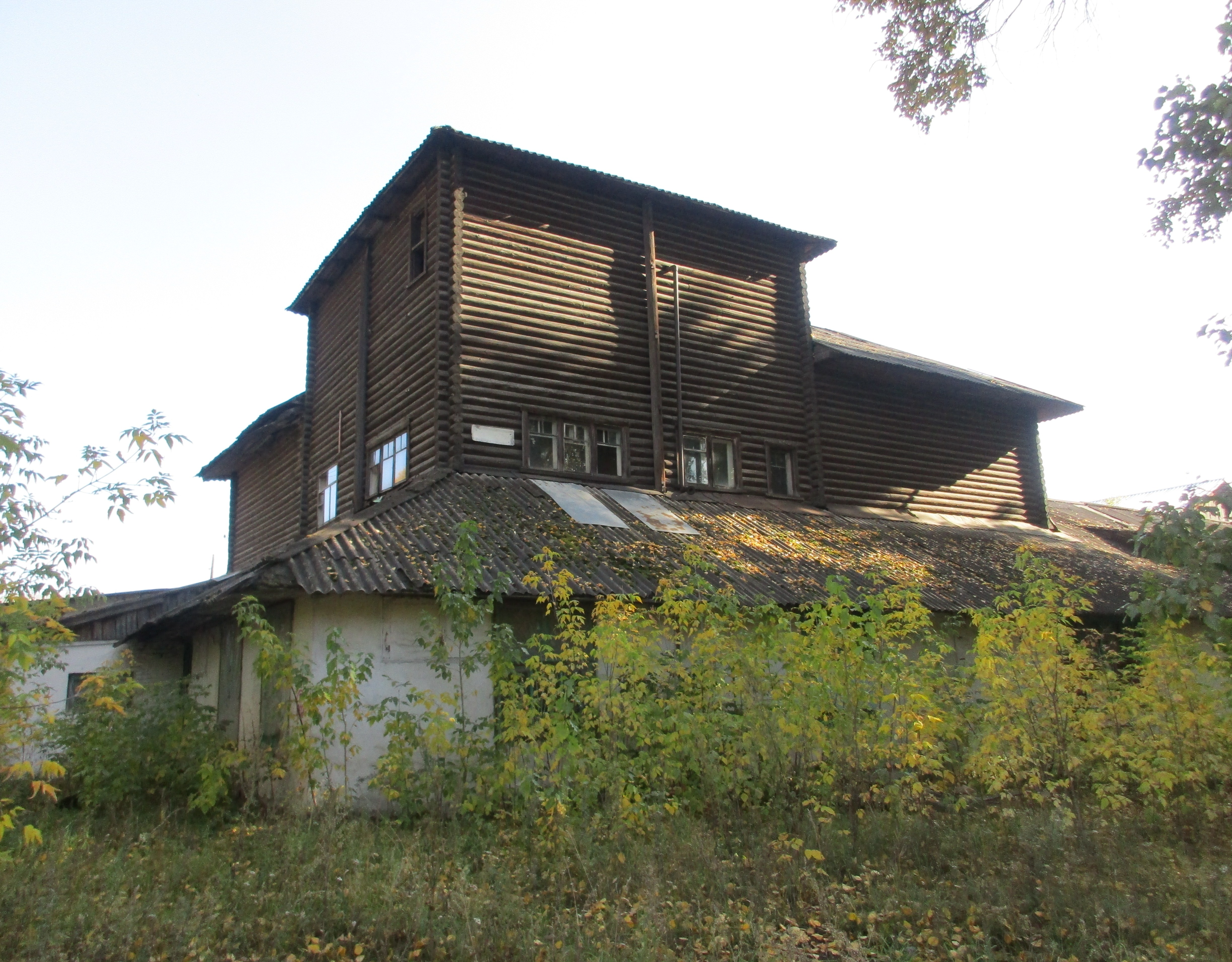
Schoolgebouw van de Kemerovomijn aan de Oelitsa Abyzov 20 in Kemerovo. Gecombineerd met een watertoren. In slechte staat (2016). Aangewezen tot monument van regionaal belang.
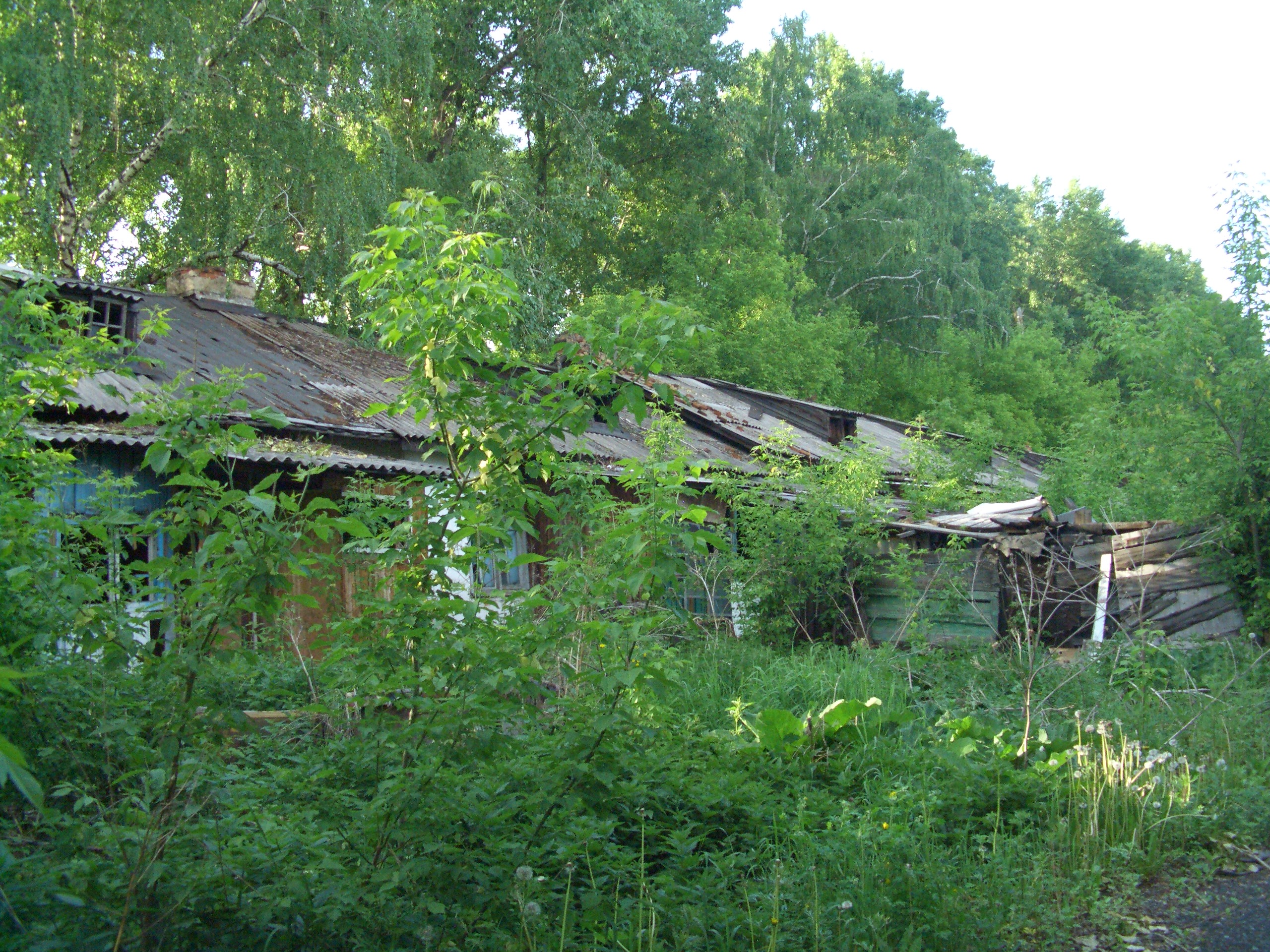
Ruïnes van arbeiderswoningen aan de Oelitsa Abyzov 4 in Kemerovo (2017). Aangewezen tot monument van regionaal belang.
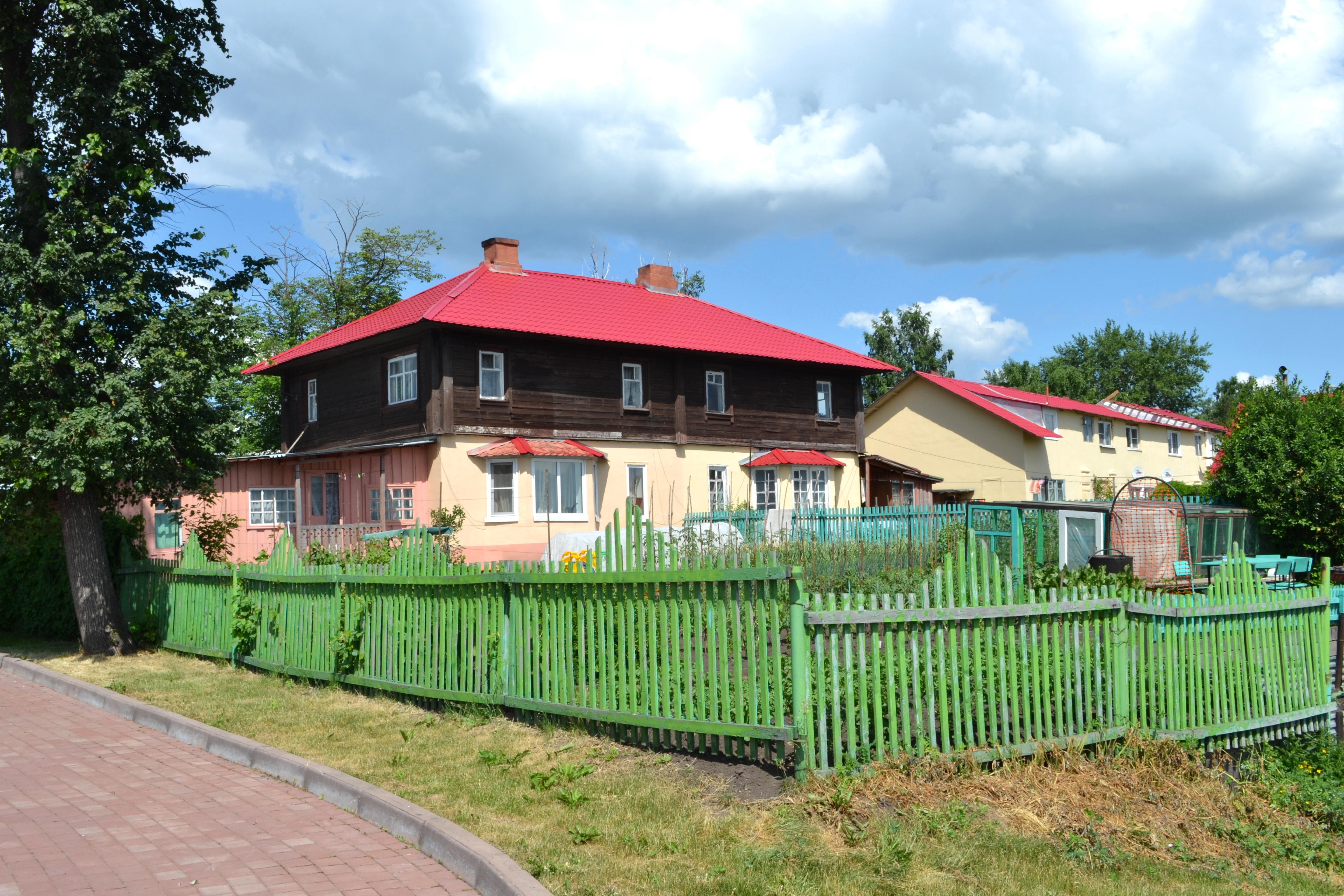
Woonhuis voor specialisten van de autonome industriële kolonie Koezbass aan de Oelitsa Krasnaja Gorka 19 in Kemerovo. Het gaat om huis type 'D' voor 2 gezinnen.[5] Aangewezen tot monument van regionaal belang. De oorspronkelijke dakkapellen werden later verwijderd.

## Het Nieuwe Bouwen
Door praktische en persoonlijke omstandigheden gedwongen keerde hij in 1927 terug naar Nederland. Na terugkeer uit Siberië vestigde Van Loghem zijn bureau in Rotterdam in de eerste wolkenkrabber van Nederland: het Witte Huis. In 1928 sloot hij zich daar aan bij de vereniging 'Opbouw'.
Van Loghem ontwikkelde zich in deze jaren tot een vurig pleitbezorger van de Nieuwe Zakelijkheid of het Nieuwe Bouwen en zal dat tot aan zijn dood in 1940 blijven. In de nieuw zakelijke geest hield hij zich wederom bezig met het ontwerpen van huizen voor particulieren, zoals ‘’t Kôrnegoar’ in Hengelo (1933), ‘Knipscheer’ in Waalre (1937) en ‘Hartog’ in Den Haag (1937). Daarnaast realiseerde hij in de jaren dertig vooral zakelijke opdrachten in de verzorgende sector, waaronder het fraaie rusthuis de Blauwvoet in Driebergen (1930), het sportfondsenbad in Haarlem (1933-1934) en het vakantiehuis 'Avegoor' in Ellecom (1936), inmiddels alle drie gesloopt. Misschien is hij mede daardoor als architect van baanbrekend zakelijk architectonisch werk minder bekend gebleven, maar als idealist en als vertolker en promotor van vooral de functionele en humane aspecten van het Nieuwe Bouwen is hij wel degelijk van belang geweest. Dit kwamt met name tot uitdrukking in zijn vele geschriften, publicaties en lezingen. Behalve architect en ingenieur was Van Loghem ook een gedreven vakliterator en een vaardig schrijver. Als redacteur van onder andere het Bouwkundig Weekblad, De 8 en Opbouw, Wendingen, de Nieuwe Rotterdamsche Courant, het Algemeen Handelsblad en de Groene Amsterdammer schreef hij talloze artikelen. Behoedzaam maar doelbewust zette hij zijn ideeën uiteen en hij week niet af van de eenmaal ingeslagen weg. Verder was hij lid van verschillende verenigingen, waaronder de 'Maatschappij tot Bevordering van de Bouwkunst', 'Architectura et Amicitia' en 'Opbouw'. Bovendien nam hij als jurylid zitting in verschillende commissies en doceerde hij verscheidene jaren in het hoger bouwkunstonderwijs. Door al deze activiteiten, door zijn contacten met de CIAM-congressen, door zijn verblijf in Rusland, alsmede door zijn lezingen, onder andere in Zwitserland, versterkte hij de internationale banden en de voorlichting in Nederland.
Van de publicaties van zijn hand is wat dat betreft vooral zijn boek 'Bouwen - Holland - Nieuwe Zakelijkheid' zeer illustratief. Het boek, geschreven als een betoog, voorzag in de behoefte alle discussiepunten binnen het Nieuwe Bouwen nog eens krachtig samen te vatten en opnieuw aan de orde te stellen. Van Loghem stelde in dit boek dat een architect zich open moet stellen voor de culturele en materiële waarden van zijn tijd. Achteraf kan worden gezegd dat Van Loghem zijn tijd ver vooruit was. Met de publicatie van dit boek richtte Van Loghem nationaal en internationaal de aandacht op de Nederlandse nieuw-zakelijke architectuur in het algemeen en op zichzelf in het bijzonder. Het boek, blijkens de datum aan het eind van de tekst geschreven in 1931, verschijnt in 1932.
Eent tweede boek dat van belang is, is zijn in 1936 gepubliceerde 'Acoustisch en thermisch bouwen voor de praktijk'. Het is het eerste overzichtswerk op het gebied van de moderne praktische geluids- en warmteleer. Van Loghem achtte het hoogst noodzakelijk dat architecten zich deze kennis eigen maken, zodat hun gebouwen in de toekomst probleemloos aan de hogere kwaliteitseisen konden voldoen. Al voor dit boek wordt er onderzoek gedaan op dit gebied, maar Van Loghem is de eerste die een zo complete samenvatting geeft van de destijds bekende theorieën en deze zo consequent betrekt op de architectuur.

## Opvattingen en standpunten
Voor het grootste deel lopen deze opvattingen natuurlijk in de pas met de opvattingen van de Nieuwe Bouwers in breder nationaal en internationaal (CIAM) verband. Omdat Van Loghem echter zoveel artikelen schrijft, krijgen we bij hem vaak een veel duidelijker en concreter beeld van de manier waarop hij invulling geeft aan bepaalde kwesties. Daarnaast verkondigt hij ook een aantal min of meer afwijkende meningen, die hij in zijn artikelen met een niet aflatende gedrevenheid onder woorden brengt.
De nieuwe architectuur. Van Loghem onderkende dat de radicaliteit van de door het Nieuwe Bouwen voorgestelde oplossingen het voornaamste struikelblok was voor de maatschappelijke acceptatie ervan. Toch was die nieuwigheid en radicaliteit voor hem absoluut geen reden de nieuwe architectuur niet in al haar noviteit pontificaal tussen de oudere te plaatsen. 'De tegenwerking van allerlei behoudende groepen en commissies, die deze architectuur willen weren uit de omgeving van oude gebouwen is even belachelijk als de gedachte dat men de frischheid van een kind als dissonant zou zien in de nabijheid van een grijsaard. Beiden hebben hun waarde en geven elkaar reliëf.'  Daarentegen hoefde zij niet tegen elke prijs en ten koste van oudere bebouwing gerealiseerd te worden. Uit piëteit voor het verleden dient de moderne architect dit te vermijden.
Het begrip 'Nieuwe Bouwen'. Binnen de Nederlandse architectengroep was Van Loghem de enige die zich bij voorkeur blijft bedienen van het begrip 'Nieuwe Zakelijkheid'. Dit begrip impliceerde volgens hem - in tegenstelling tot het 'Nieuwe Bouwen' - meer verwantschap met gelijksoortige ontwikkelingen in andere takken van kunst. Door op een dergelijke manier het begrip 'Nieuwe Zakelijkheid' inhoudelijk te verruimen, probeerde hij de kans te verkleinen dat het begrip, in relatie tot de architectuur, geïnterpreteerd ging worden als wéér een nieuwe architectuurstijl. Daarvan waren er immers naar zijn idee in de negentiende eeuw al genoeg geweest. De architecten zouden zich nu ertoe moeten beperken op een zakelijke manier tegemoet te komen aan de eisen van de opdracht, die geformuleerd worden op basis van een aantal nieuwe levensinzichten. 'Nieuwe gebouwen moeten niet anders zijn dan oudere, omdat de architect daaraan zomaar een andere vorm wil geven, maar [...] omdat tijdgeest en levenshouding zich voortdurend wijzigen, en omdat de techniek zich daaraan aanpast.' Daarom hield Van Loghem zich verre van een dogmatische verkondiging van de Nieuwe Zakelijkheid als een nieuwe stijl. Bovendien kon er volgens hem in zijn tijd helemaal niet worden gesproken van een 'stijl', omdat hij zijn tijd cultuurloos achtte, waardoor de voornaamste voorwaarden voor het ontstaan van een stijl in zijn ogen afwezig waren. '[...] daar een stijl verondersteld een cultuur, die haar waarde ontleent aan de eenheid van de materieele en geestelijke behoeften bij een meerderheid der bevolking. Een dergelijke eenheid is in dezen tijd nergens aanwezig[...].'

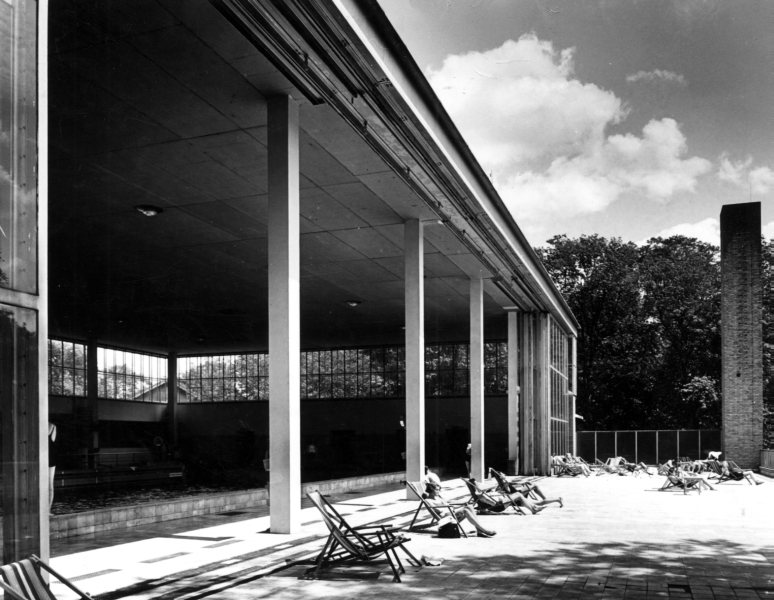
Terras van het Sportfondsenbad te Haarlem (1933-1934), in de jaren 80/90 gesloopt.

De bouwsector en de productiestructuur. Ook tegen de interpretatie van de Nieuwe Zakelijkheid in de architectuur als een verandering op grond van technische vernieuwingen, was hij fel gekant. Hij ontkende de belangrijke rol van de techniek niet, maar de Nieuwe Zakelijkheid werd in zijn ogen veel sterker gedragen door een aantal veranderde levensinzichten op het gebied van wonen, werken en ontspanning. De techniek wilde hij daarbij slechts als een middel zien om aan die veranderde inzichten vorm te geven. Het zakelijk oplossen van de opgave stond bij Van Loghem voorop, desnoods met traditionele bouwtechnieken. Hetzelfde gold in feite voor de nieuwe materialen. Hij was wel degelijk enthousiast over de mogelijkheden en de uiterlijkheden ervan. Ze boden volgens hem hogere kwaliteit, grotere zuiverheid en daarnaast nog eens de mogelijkheid de zwaarte van een gebouw op te heffen of zonlicht overal in de woning toe te laten, omdat de buitenmuren doorbroken konden worden. Desondanks stelde Van Loghem ook hier het zakelijk oplossen van de opgave voorop. Indien het noodzakelijk was, om wat voor reden dan ook, konden net zo goed traditionele materialen worden gebruikt. Steeds opnieuw waren voor Van Loghem de opdracht en de mens achter de opdracht het uitgangspunt. Zoals hij stelling nam tegen de opvatting dat het op een zakelijke manier werken niet met traditionele materialen zou kunnen, zo nam hij stelling tegen de architecten die op een onzakelijke manier met moderne materialen werken. In dit verband sprak hij over een 'schijnarchitectuur' of een 'apenliefde voor het nieuwe bouwen'. Zonder namen te noemen bestempelde hij deze architecten als overlopers naar het kamp van het Nieuwe Bouwen, wier architectuur zich weer op uiterlijkheid zou richten, omdat ze niet was geworteld in maatschappelijke overtuigingen. Wederom toonde Van Loghem zich hier een voorvechter van de integriteit en de humane uitgangspunten van het Nieuwe Bouwen. Over de manier waarop de nieuwe materialen geproduceerd dienden te worden, bestond geen onenigheid met zijn collega's: mechanisatie, standaardisatie en massaproductie moesten de prijs laten dalen en de kwaliteit verbeteren. Daarnaast pleitte Van Loghem in zijn boek 'Bouwen' voor 'door de staat beheerde laboratoria', die alle onbruikbare materialen van de markt moeten laten verdwijnen.
Vormgeving en schoonheid. Om deze redenen nam Van Loghem de woorden 'vormgeving' of 'schoonheid' liever niet in de mond. Hij associeerde ze met een op uiterlijkheid gerichte architectuurstijl en dat was het Nieuwe Bouwen volgens hem niet. Schoonheid kwam voort uit doelmatigheid, maar niet elke architect was in staat dit te verwezenlijken. 'Maar slechts de werkelijk bekwame architect [...] zal in staat zijn, van het nieuwe doelmatige tevens iets schoons te maken,' schreef hij in 1929. Overigens ontkende hij het bestaan van de factor 'vorm' niet. Elke schepping resulteerde in een bepaalde vormgeving. Het ging hem er enkel om het vormgevingsprincipe als een vooraf vastgesteld concept te overwinnen.

## Andere werkzaamheden
Naast gebouwen ontwierp Van Loghem ook meubels, was hij redacteur en van 1917 tot 1919 lid van het hoofdbestuur van de Bond van Nederlandsche Architecten. Ook doceerde hij van 1916 tot 1925 techniektheorie aan het Voorbereidend Hoger Bouwkundig Onderwijs in Amsterdam.

## Publicaties van Van Loghem
- 'Antiquarisme en open-lucht-museum', Bouwkundig Weekblad, 33e jaargang, nummer 3 (18 januari 1913): pp. 26–28. Zie TU Delft scan 1[dode link] en scan 2[dode link].
- 'Excursie naar Haarlem', Bouwkundig Weekblad, 33e jaargang, nummer 37 (13 september 1913): pp. 456–460. Zie TU Delft scan 1[dode link], scan 2[dode link] en scan 3[dode link].
- 'De nieuwe Haarlemsche schouwburg', Bouwkundig Weekblad, 34e jaargang, nummer 20 (16 mei 1914): pp. 239–240. Zie TU Delft scan 1[dode link] en scan 2[dode link].
- 'Twee woonhuizen aan den Middenlaan te Heemskerk', Bouwkundig Weekblad, 35e jaargang, nummer 10 (6 maart 1915): p. 70-73. Zie TU Delft scan 1[dode link] en scan 2[dode link].
- 'Delft, Amsterdam of ....?', Bouwkundig Weekblad, 36e jaargang, nummer 7 (12 juni 1915): pp. 58, 60. Zie TU Delft scan 1[dode link] en scan 2[dode link].
- 'Tentoonstelling van Architectura et Amicitia in het Stedelijk Museum te Amsterdam', De Nieuwe Amsterdammer (11 december 1915).
- 'In Memoriam. De schoonheidscommissie van Haarlemmerliede c.a.', Bouwkundig Weekblad, 37e jaargang, nummer 7 (17 juni 1916): p. 69-70. Zie TU Delft scan 1[dode link] en scan 2[dode link].

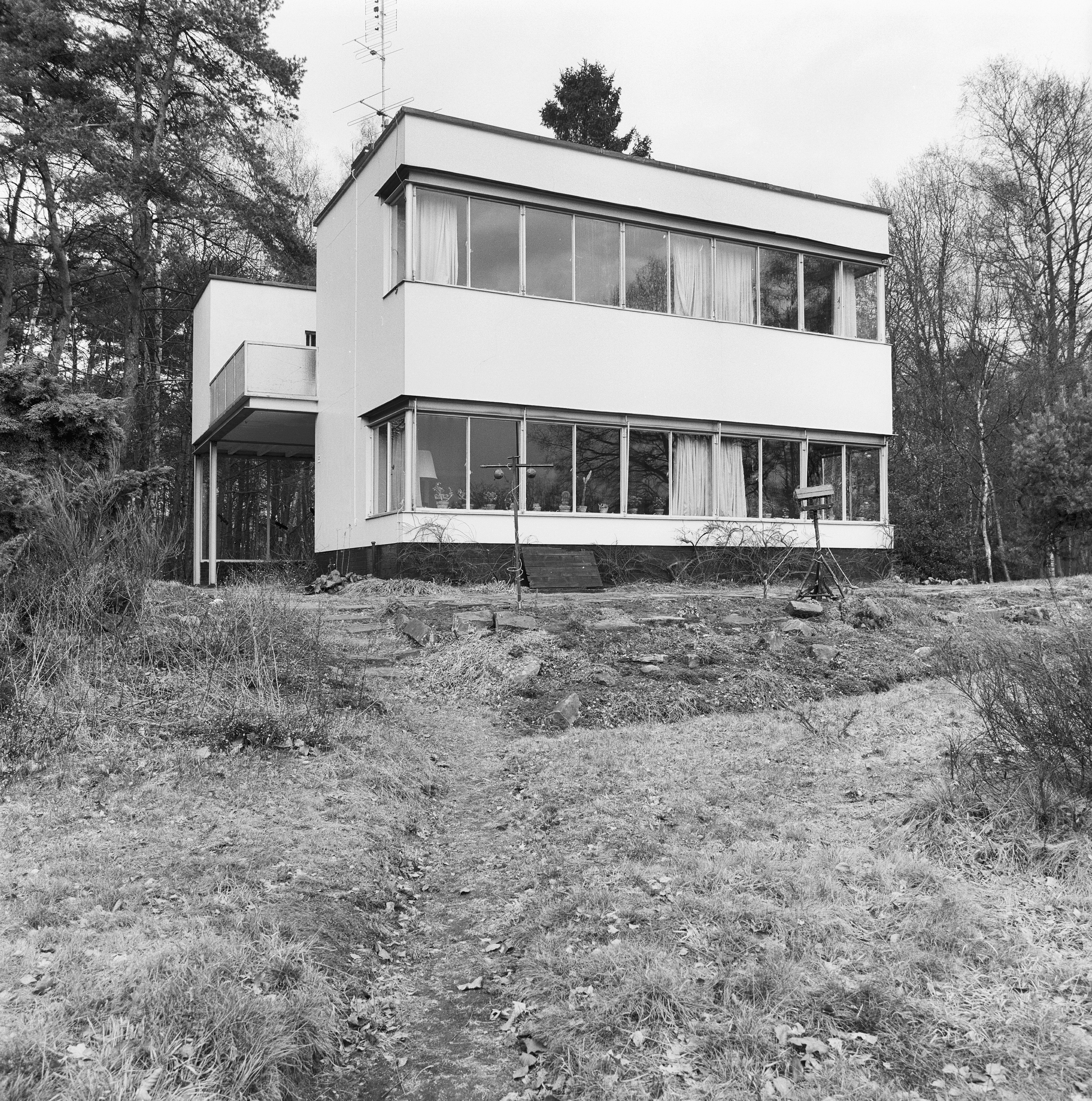
Landhuis 't Kornegoar (thans Zijlstra) in Lonneker (1933)

- 'Hoogspanninggebouw te Hoorn', Bouwkundig Weekblad, 38e jaargang, nummer 8 (24 februari 1917): p. 43. Zie scan TU Delft[dode link].
- 'Moet het M.B.V.A. zich hervormen?', Bouwkundig Weekblad, 39e jaargang, nummer 4 (26 januari 1918): pp. 23–24. Zie TU Delft scan 1[dode link] en scan 2[dode link].
- J.B. van Loghem b.i. (1932) Bouwen. Bauen. Bâtir. Building. Holland. Nieuwe zakelijkheid. Neues Bauen. Vers une architecture réelle. Built to live in, Amsterdam: Kosmos.

## Publicaties over van Loghem
- Anoniem (6 januari 1912) 'Driedubbele woning in het Haarlemmerhoutpark', Bouwkundig Weekblad, 32e jaargang, nummer 1, p. 4-5. Zie scan TU Delft[dode link].
- R.A. Eggink, J.B. van Loghem, architect van een optimistische generatie, 1998. Proefschrift TU Delft
- P. Lommen, Rusthuis 'De Blauwvoet': documentatie en interpretatie van een gesloopt monument van het Nieuwe Bouwen, 1992. Scriptie Katholieke Universiteit Nijmegen
- W. de Wagt, J.B. van Loghem 1881-1940. Beelding van levenshouding. Landhuizen, stadswoonhuizen en woningbouwprojecten.1995, Haarlem
- Rudolphine Eggink, J.B. van Loghem, architect van een optimistische generatie. 2022; een volledig geactualiseerde versie van het oorspronkelijke proefschrift in boekvorm, aangevuld met nieuw fotomateriaal, uitgave: stichting Erfgoed J.B. Van Loghem, de Nieuwe Tuinwijkpers.

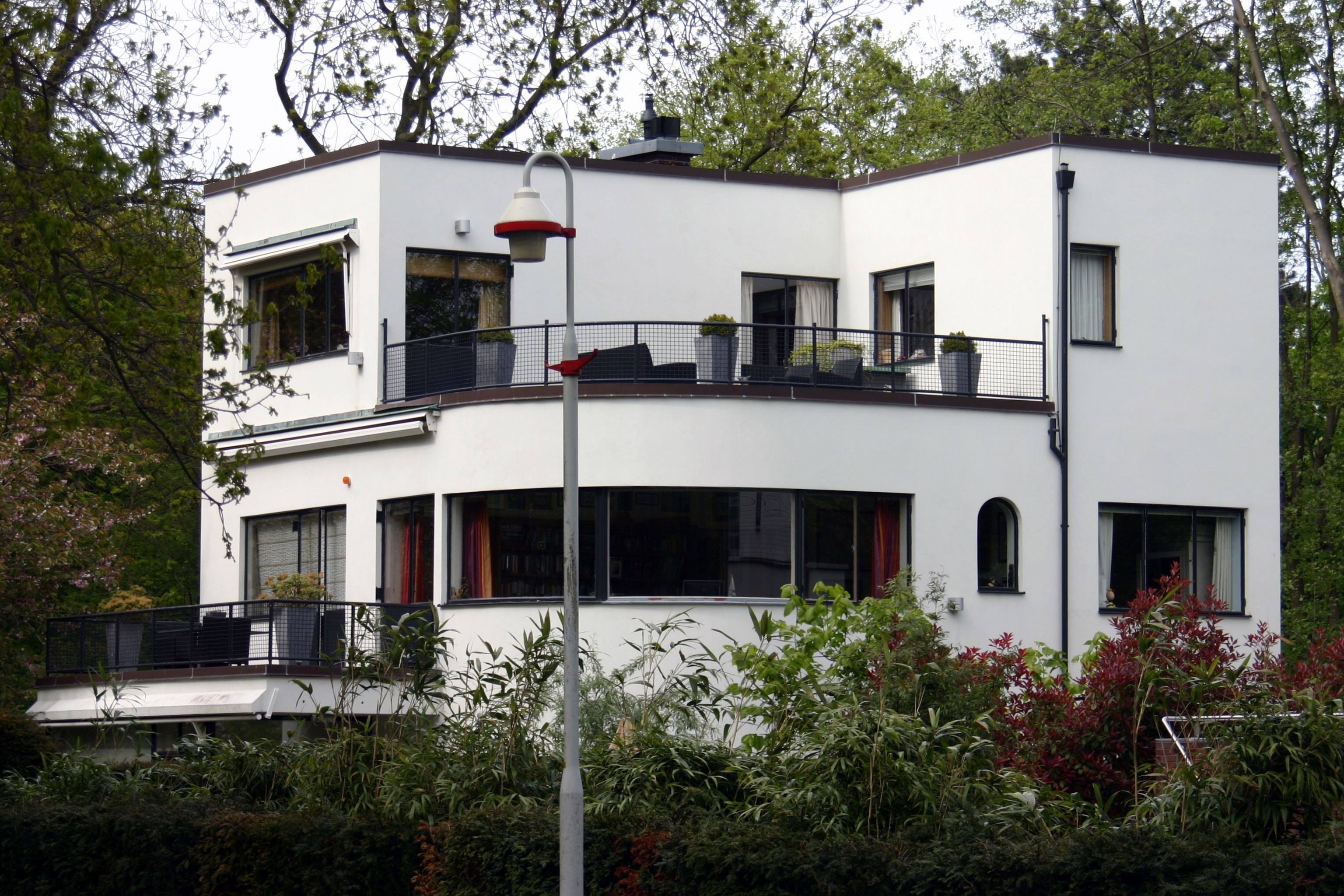
Villa Hartog (1937-1938) in Den Haag